# Ibrahim Mohamed Solih
Ibrahim Mohamed Solih (ur. 4 maja 1964) – malediwski polityk, od 17 listopada 2018 do 17 listopada 2023 prezydent Malediwów.

## Życiorys
Po raz pierwszy wybrany do parlamentu w 1994 jako reprezentant atolu Faadhippolhu. Odegrał wiodącą rolę w tworzeniu Demokratycznej Partii Malediwów (FDP), która poprowadziła kraj do demokratycznych wyborów i przyjęcia nowej konstytucji. 23 września 2018 wybrany na stanowisko prezydenta Malediwów, zaprzysiężony na stanowisku 17 listopada. Swoją kadencję zakończył 17 listopada 2023.